# Nizatidina
La  nizatidina è un principio attivo di indicazione specifica contro l'ulcera gastrica, in particolare contro l'ulcera peptica e la Malattia da reflusso gastroesofageo. È un antagonista dei recettori H2 ed è stato sviluppato dalla Eli Lilly e commercializzato con i marchi Tazac e Axid. Il farmaco è stato l'ultimo nuovo antagonista del recettore H2 introdotto prima dell'avvento dell'inibitore della pompa protonica.

## Storia
La nizatidina è stata sviluppata dalla Eli Lilly ed è stata commercializzata nel 1987. È ritenuta essere equipotente con la ranitidina e differisce da essa per la sostituzione di un anello di furano con uno di tiazolo. Nel settembre del 2000 la Eli Lilly ha annunciato che avrebbe venduto i diritti per la commercializzazione dell'Axid alla Reliant Pharmaceuticals. Successivamente, la Reliant ha sviluppato la soluzione orale dell'Axid, e l'ha commercializzata nel 2004 dopo aver ottenuto l'approvazione dalla Food and Drug Administration (FDA). Tuttavia, un anno più tardi essa ha venduto i diritti della soluzione orale Axid (compresivi del brevetto US6,930,119 Archiviato il 9 gennaio 2016 in Internet Archive. proteggente il prodotto) alla Braintree Laboratories.

## Farmacodinamica
Nizatidina agisce come un potente antagonista dei recettori istaminici H2. Il suo legame con il recettore è selettivo, competitivo e totalmente reversibile.
Il farmaco a seguito dell'interazione recettoriale determina una significativa inibizione della secrezione basale di acido gastrico e pepsina. Il medesimo effetto viene rilevato sulla secrezione stimolata. Il composto, inoltre, riduce il volume di secrezione gastrica, comportando così un rapido sollievo del dolore da ulcera. Studi farmacologici clinici hanno evidenziato che l'efficacia di nizatidina è sovrapponibile a quella di altri H2-antagonisti (ranitidina, famotidina ed altri).

## Farmacocinetica
Il composto dopo somministrazione per via orale viene rapidamente assorbito dal tratto gastroenterico e la concentrazione plasmatica massima (Cmax) viene raggiunta entro 2 ore (Tmax) dalla assunzione (range compreso tra 0,5-3 ore).
Quando somministrata per os la biodisponibilità è superiore al 70% e l'emivita di eliminazione si aggira intorno a 1,5 ore.
L'eliminazione dall'organismo avviene principalmente attraverso l'emuntorio renale: il 90% di una dose somministratata per os viene eliminata entro le 12 ore. Nelle urine circa il 60% del farmaco viene eliminato in forma immodificata. La quota restante è rappresentata da alcuni metaboliti: nizatidina de-metilata (7% circa, metabolita attivo, di limitata potenza), solfossido (6%) e N-ossido (5%).

## Tossicologia
Studi sperimentali eseguiti su animali (topi ICR e ratti Fischer 344) hanno evidenziato una DL50 pari a circa 1700 mg/kg e 2000 mg/kg peso corporeo, rispettivamente, quando somministrata per via orale e 240 mg/kg e 300 mg/kg quando sommisnistrata per via endovenosa.

## Usi clinici
La nizatidina trova indicazione nel trattamento dell'ulcera benigna gastrica e duodenale, dell'esofagite da reflusso e della sindrome di Zollinger-Ellison. Il composto è stato utilizzato sperimentalmente per controllare l'aumento di peso associato ad alcuni farmaci antipsicotici.

## Effetti collaterali e indesiderati
In corso di trattamento possono comparire diversi effetti avversi. Tra questi i disturbi gastrointestinali ed epatici comprendono nausea, diarrea, tossicità epatica con elevazione delle transaminasi (ALT ed AST) e della fosfatasi alcalina, ittero ed epatite. La gran parte dei disturbi epatici è asintomatica e scompare prontamente con la semplice sospensione della terapia.
I disturbi endocrini comprendono ginecomastia, impotenza e diminuzione della libido.
Altri disturbi che ricorrono con relativa frequenza sono: cefalea, vertigine, astenia, sudorazione, iperuricemia.
I preparati antiacidi come la nizatidina lavorano sopprimendo la rottura delle proteine mediata dagli acidi: ciò comporta un elevato rischio di sviluppare allergie alimentari o a farmaci, a causa di una sensibilizzazione del tratto gastrointestinale dovuta al passaggio delle proteine non digerite. Non è chiaro se questo rischio si verifichi solo con l'uso a lungo termine o se avvenga anche con l'uso a breve termine.
Frequenti sono pertanto i disturbi da ipersensibilità quali: rash cutaneo, orticaria, broncospasmo, edema della laringe, eosinofilia.

## Dosi terapeutiche
- Ulcera gastrica benigna, per via orale 300 mg al giorno (è possibile dividere la dose in due) per 4- 8 settimane a seconda della gravità
- Malattie originate dal reflusso gastroesofageo 150–300 mg 2 volte al giorno, dosi frazionate

## Avvertenze
Evitare iniezioni endovenose rapide.